# Fed Cup 2015 Wereldgroep I
De Fed Cup 2015 Wereldgroep I is het hoogste niveau van de Fed Cup 2015.

## Deelnemers
Acht landen namen deel aan Wereldgroep I:
| geplaatst | geplaatst | geplaatst | ongeplaatst (geloot) | ongeplaatst (geloot)                                                            |
| nr.       | land      | speelsters | land                 | speelsters                                                                      |
| --------- | --------- | --- | -------------------- | ------------------------------------------------------------------------------- |
| 1.        | Tsjechië  | Denisa Allertová Lucie Hradecká Petra Kvitová Karolína Plíšková Lucie Šafářová Tereza Smitková Barbora Strýcová                        | Canada               | Françoise Abanda Gabriela Dabrowski Sharon Fichman Charlotte Robillard-Millette |
| 2.        | Italië    | Sara Errani Camila Giorgi Karin Knapp Roberta Vinci                                                                                    | Frankrijk            | Alizé Cornet Caroline Garcia Kristina Mladenovic Pauline Parmentier             |
| 3.        | Rusland   | Vitalia Djatsjenko Svetlana Koeznetsova Jekaterina Makarova Anastasija Pavljoetsjenkova Maria Sjarapova Jelena Vesnina Vera Zvonarjova | Polen                | Klaudia Jans Agnieszka Radwańska Urszula Radwańska Alicja Rosolska              |
| 4.        | Duitsland | Julia Görges Angelique Kerber Sabine Lisicki Andrea Petković                                                                           | Australië            | Casey Dellacqua Jarmila Gajdošová Olivia Rogowska Samantha Stosur               |

## Reglement
Het ITF Fed Cup comité bepaalt welke vier landen geplaatst worden. De winnaar van vorig jaar wordt het eerste reekshoofd; de finaleverliezer het tweede. Het derde en het vierde reekshoofd worden vastgesteld aan de hand van de ITF Fed Cup Nations Ranking. De tegenstanders van de geplaatste landen worden door loting bepaald. Welk land thuis speelt, hangt af van hun vorige ontmoeting (om de andere), dan wel wordt door loting bepaald als zij niet eerder tegen elkaar speelden. Een landenwedstrijd bestaat uit (maximaal) vijf "rubbers": vier enkelspelpartijen en een dubbelspelpartij. Het land dat drie "rubbers" wint, is de winnaar van de landenwedstrijd.
De vier landen die in de eerste ronde winnen, strijden via een halve finale en de finale om de titel.
De vier landen die in de eerste ronde verliezen, krijgen een kans om zich te behoeden voor degradatie naar Wereldgroep II. Zij doen dat door deel te nemen aan de Wereldgroep I play-offs.

## Toernooischema
|  | eerste ronde 7 en 8 februari  | eerste ronde 7 en 8 februari |                             |   | halve finale 18 en 19 april | halve finale 18 en 19 april |  |  | finale 14 en 15 november | finale 14 en 15 november |
|  |                               |                              |                             |   |                             |                             |  |  |                          |                          |
|  |                               |                              |                             |   |                             |                             |  |  |                          |                          |
|  | Quebec (hardcourt, binnen)    |                              |                             |   |                             |                             |  |  |                          |                          |
|  |                               |                              |                             |   |                             |                             |  |  |                          |                          |
|  | Canada                        | 0                            |                             |   |                             |                             |  |  |                          |                          |
|  | Canada                        | 0                            | Ostrava (hardcourt, binnen) |   |                             |                             |  |  |                          |                          |
|  | Tsjechië (1)                  | 4                            |                             |   |                             |                             |  |  |                          |                          |
|  | Tsjechië (1)                  | 4                            | Tsjechië (1)                | 3 |                             |                             |  |  |                          |                          |
|  | Genua (gravel, binnen)        |                              | Tsjechië (1)                | 3 |                             |                             |  |  |                          |                          |
|  |                               | Frankrijk                    | 1                           |   |                             |                             |  |  |                          |                          |
|  | Italië (2)                    | Frankrijk                    | 1                           | 2 |                             |                             |  |  |                          |                          |
|  | Italië (2)                    |                              | Praag (hardcourt, binnen)   | 2 |                             |                             |  |  |                          |                          |
|  | Frankrijk                     | 3                            |                             |   |                             |                             |  |  |                          |                          |
|  | Frankrijk                     | 3                            | Tsjechië (1)                | 3 |                             |                             |  |  |                          |                          |
|  | Krakau (hardcourt, binnen)    |                              | Tsjechië (1)                | 3 |                             |                             |  |  |                          |                          |
|  |                               | Rusland (3)                  | 2                           |   |                             |                             |  |  |                          |                          |
|  | Polen                         | Rusland (3)                  | 2                           | 0 |                             |                             |  |  |                          |                          |
|  | Polen                         | Sotsji (gravel, binnen)      |                             | 0 |                             |                             |  |  |                          |                          |
|  | Rusland (3)                   | 4                            |                             |   |                             |                             |  |  |                          |                          |
|  | Rusland (3)                   | 4                            | Rusland (3)                 | 3 |                             |                             |  |  |                          |                          |
|  | Stuttgart (hardcourt, binnen) |                              | Rusland (3)                 | 3 |                             |                             |  |  |                          |                          |
|  |                               | Duitsland (4)                | 2                           |   |                             |                             |  |  |                          |                          |
|  | Duitsland (4)                 | Duitsland (4)                | 2                           | 4 |                             |                             |  |  |                          |                          |
|  | Duitsland (4)                 |                              |                             | 4 |                             |                             |  |  |                          |                          |
|  | Australië                     | 1                            |                             |   |                             |                             |  |  |                          |                          |
|  | Australië                     | 1                            |                             |   |                             |                             |  |  |                          |                          |

Eerstgenoemd team speelde thuis.

### Resultaat
- Het toernooi werd gewonnen door Tsjechië, dat in de finale Rusland versloeg met 3–2. De Russin Maria Sjarapova (met ranking 4 de hoogste in rang van beide teams) won weliswaar haar beide rubbers in het enkelspel, maar de Tsjechische dames hadden met drie speelsters in de top-twaalf een bredere basis voor overwinning.
- Duitsland, Frankrijk, Rusland en Tsjechië mogen ook het volgend jaar meedoen met Wereldgroep I.
- Australië, Canada, Italië en Polen gingen naar de Wereldgroep I play-offs.